# Височе (Польща)
Височе (пол. Wysocze) — село в Польщі, у гміні Вонсево Островського повіту Мазовецького воєводства.
Населення — 197 осіб (2011).
У 1975-1998 роках село належало до Остроленцького воєводства.

## Демографія
Демографічна структура станом на 31 березня 2011 року:
|          | Загалом | Допрацездатний вік | Працездатний вік | Постпрацездатний вік |
| -------- | ------- | ------------------ | ---------------- | -------------------- |
| Чоловіки | 98      | 17                 | 64               | 17                   |
| Жінки    | 99      | 16                 | 58               | 25                   |
| Разом    | 197     | 33                 | 122              | 42                   |